# Le Moulinet-sur-Solin

Le Moulinet-sur-Solin este o comună în departamentul Loiret din centrul Franței. În 1 ianuarie 2022 avea o populație de 128 de locuitori.